# カーディフ国立博物館
カーディフ国立博物館（カーディフこくりつはくぶつかん、英: National Museum Cardiff）は、ウェールズのカーディフに所在する国立博物館兼美術館。博物館はウェールズ国立博物館が管理・運営。入館料は無料。ウェールズ政府が助成金を支出しているが、来館者の寄付金で賄っている。

## 歴史
カーディフ国立博物館は1912年に設置。しかし第一次世界大戦の影響で建設が進まず、1927年にようやく一般公開が始まる。
2011年にはカーディフ国立美術館がオープン。